# 교향곡 36번 (모차르트)
교향곡 36번 C 장조 ‘린츠’(K. 425, Symphony No. 36)는 볼프강 아마데우스 모차르트가 1783년 잘츠부르크에서 빈으로 돌아가는 도중에 들렀던 오스트리아의 린츠에서 작곡한 교향곡이다. 모차르트가 린츠에 도착했다는 소식을 듣고 연주회 개최를 알리려는 현지 백작을 위해서 단 나흘 만에 이 교향곡 전체가 쓰여졌다.
이 곡은 네 개 악장으로 이루어진 고전 시대의 전형적인 형식으로 되어 있다.
1. 아다지오 - 알레그로 스피리토소 (Adagio - Allegro spiritoso)
2. 포코 아다지오 (Poco adagio)
3. 메뉴에토 (Menuetto)
4. 피날레 (프레스토) (Finale (Presto))

첫 번째와 마지막 악장은 소나타 형식으로 되어 있다.